# 七戸町立城南小学校
七戸町立城南小学校（しちのへちょうりつ じょうなんしょうがっこう）は、青森県上北郡七戸町字舘野にある公立小学校である。

## 概要
- 本校は、七戸町の旧町域南部にあり、七戸川以南の区域が学区となっている。

## 所在地
- 青森県上北郡七戸町字舘野32番2号

## 沿革
- 1962年（昭和37年）4月1日 - 七戸小学校の学区の一部を分離し、発足。校舎は、七戸小学校第二校舎を使用。
- 1964年（昭和39年）3月16日 - 校旗樹立。
- 1965年（昭和40年）2月7日 - 字舘野32番地に校舎第一期・第二期工事完成し、移転。
- 1966年（昭和41年）9月13日 - 校舎落成式挙行。
- 1971年（昭和46年） - プール建築。
- 1986年（昭和61年） - 現校舎建築。同時に旧校舎解体[1]。
- 1990年（平成2年） - 屋内運動場建築。
- 2002年（平成14年）4月1日 - 野々上小学校を統合。
- 2016年（平成28年） - 校舎大規模改修工事実施[2]。

## 学区
小川町・上川向・下川向・七戸蒼前・川原町・新川原・向町・舘野・川去・荒中見・野沼寺・上川目・道地川目

## アクセス
- 七戸町コミュニティバス野々上・舘野線「城南小学校」バス停下車、すぐそば。ただし、運行は、往路で朝の1本、復路で午前と昼の各1本の1.5往復のみの運行。
- JR東日本東北新幹線七戸十和田駅から、車で約4.2km・約8分。
- 七戸町役場
  - 七戸庁舎（旧:七戸町役場）から、車で約1.8km・約3分。
  - 本庁舎（旧:天間林村役場）から、車で約7.8km・約15分。

## 周辺
- 青森県立七戸高等学校
- 城南児童館

## 参考資料
- 『青森県教育史 別巻』（青森県教育委員会・1973年12月20日）810頁「学校沿革 小学校 （七戸）城南小学校」
- 七戸町・天間林村合併協議会の調整内容 - 七戸町（野々上小学校併合を除く1971年以降の記載分）